# Église Notre-Dame-du-Lac du Thor
L'église Notre-Dame-du-Lac est une église romane située dans la commune du Thor dans le département français de Vaucluse en région Provence-Alpes-Côte d'Azur.
Cette église de la fin du XIIe siècle, classée monument historique par la liste initiale de 1840, constitue un des plus beaux exemples d'art roman provençal inspiré de l'antique, au même titre que l'église de Saint-Restitut, le prieuré du Val des Nymphes près de La Garde-Adhémar, la cathédrale Notre-Dame-des-Doms d'Avignon, la chapelle Saint-Quenin de Vaison-la-Romaine et la chapelle Notre-Dame d'Aubune.

## Historique
La légende raconte qu'elle doit son nom à « une statue de la Vierge miraculeusement trouvée dans un étang où un taureau la fit découvrir »,,,. 
L'abbaye Saint-André de Villeneuve-lès-Avignon eut sous sa gouverne cette église. 
De construction romane, sa nef est néanmoins pourvue de voûtes gothiques.
À la suite de problèmes de financement lors de la construction, le clocher est resté inachevé pendant plusieurs siècles. Il s'est vu adjoindre un lanternon en 1834, et a été plusieurs fois réparé pendant la décennie 1830-1840. Ainsi, il est notoirement trop petit par rapport à la taille de l'édifice.
Il y avait au moins quatre confréries dans l'église : la confrérie du Saint Esprit, la confrérie du Saint Sacrement, celle de Notre-Dame-du-Scapulaire et celle de Sainte Anne. L'un des avantages d'en faire partie était que l'on pouvait être enterré sous la nef de l'église. Cela a été le cas pour 80 personnes au total. Le sol ayant été bétonné depuis, il sera difficile d'en retrouver la trace.
L'église abritait onze statues en bois et plâtres dorés, d'environ 1,20 m de hauteur en moyenne, du XVIIe et XVIIIe siècles : Vierge à l'enfant, Vierge de l'assomption, deux évêques, sainte Cécile, sainte Barbe, saint Dominique, sainte Catherine de Sienne, saint Roch, saint Marc et saint Jean-Baptiste,. Elles furent volées dans la nuit du jeudi 3 au vendredi 4 mars 1994, sans effraction : les voleurs s'y étant probablement fait enfermé à l'intérieur. En octobre 1999 et en septembre 2001, il fut retrouvé au total cinq des onze statues en Italie (car les photos des objets avaient été ajoutées à une base de données internationale d'objets volés). Un collectionneur aurait acheté une des statues retrouvées pour environ 50 000 euros à un antiquaire napolitain. Les cinq statues (saint Marc, saint Jean-Baptiste, sainte Barbe, sainte Catherine de Sienne et saint Dominique) ont été restaurées et remises en place avec sécurisation dans l'église en 2013,.

On dénombre, autant à l'intérieur qu'à l'extérieur, au total 3500 marques lapidaires sur les pierres de l'église. C'est un record en Provence.

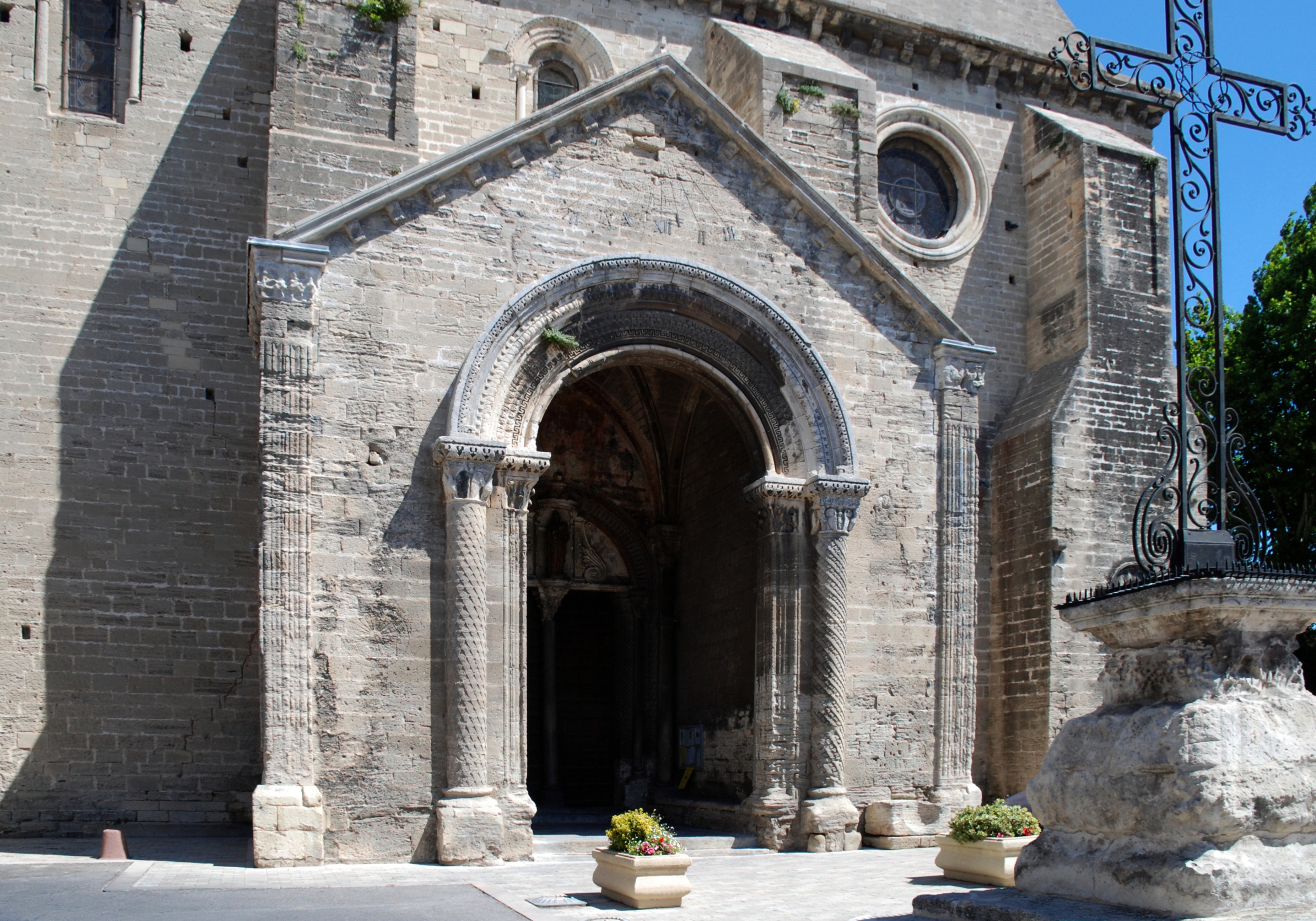
Le porche méridional.

## Statut patrimonial
L'église Notre-Dame-du-Lac fait l'objet d'un classement au titre des monuments historiques par la liste de 1840. Elle figure donc, parmi seulement 934 édifices à l'époque, sur la première liste de monuments historiques français, la liste des monuments historiques protégés en 1840.

## Architecture extérieure

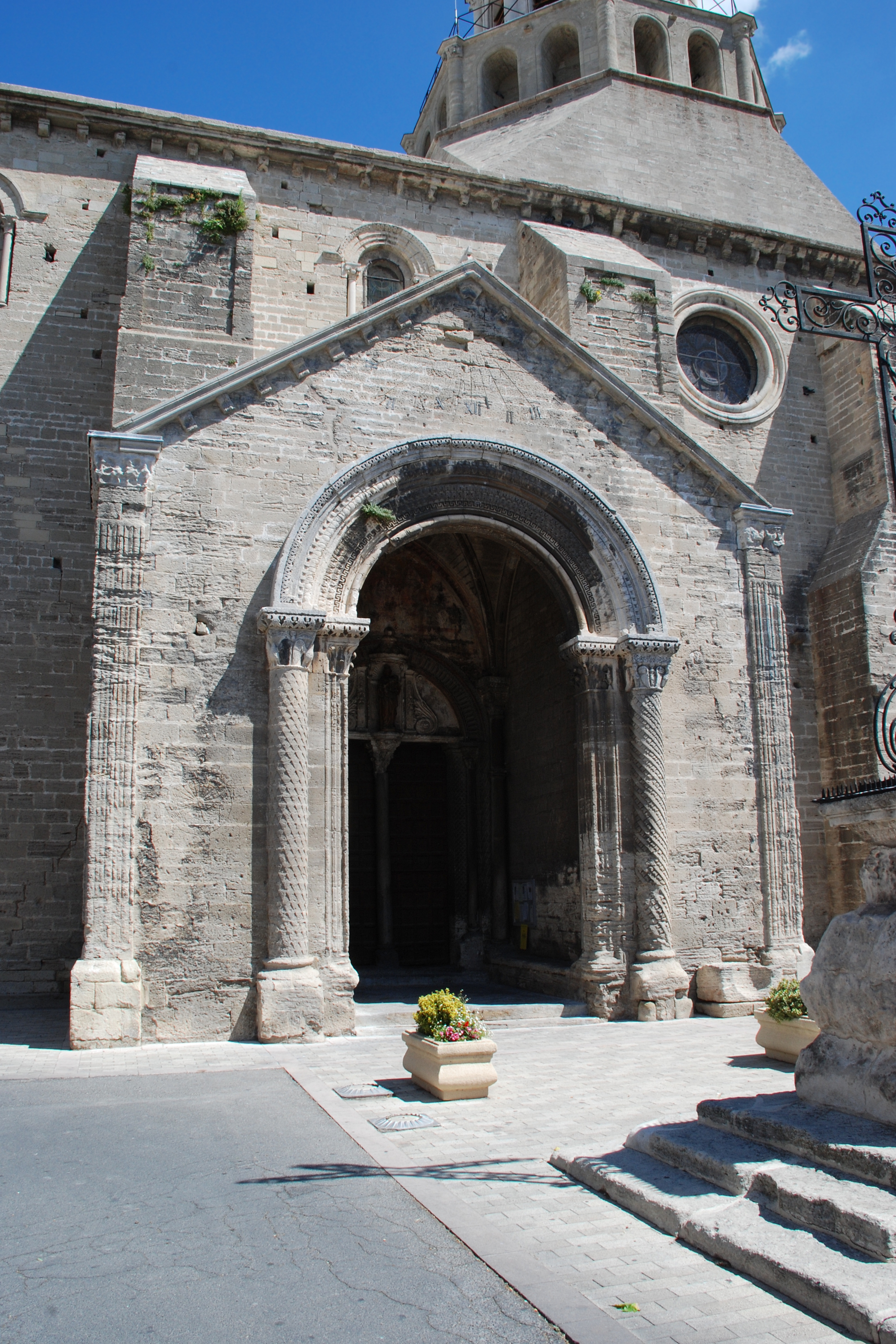
Le porche méridional.

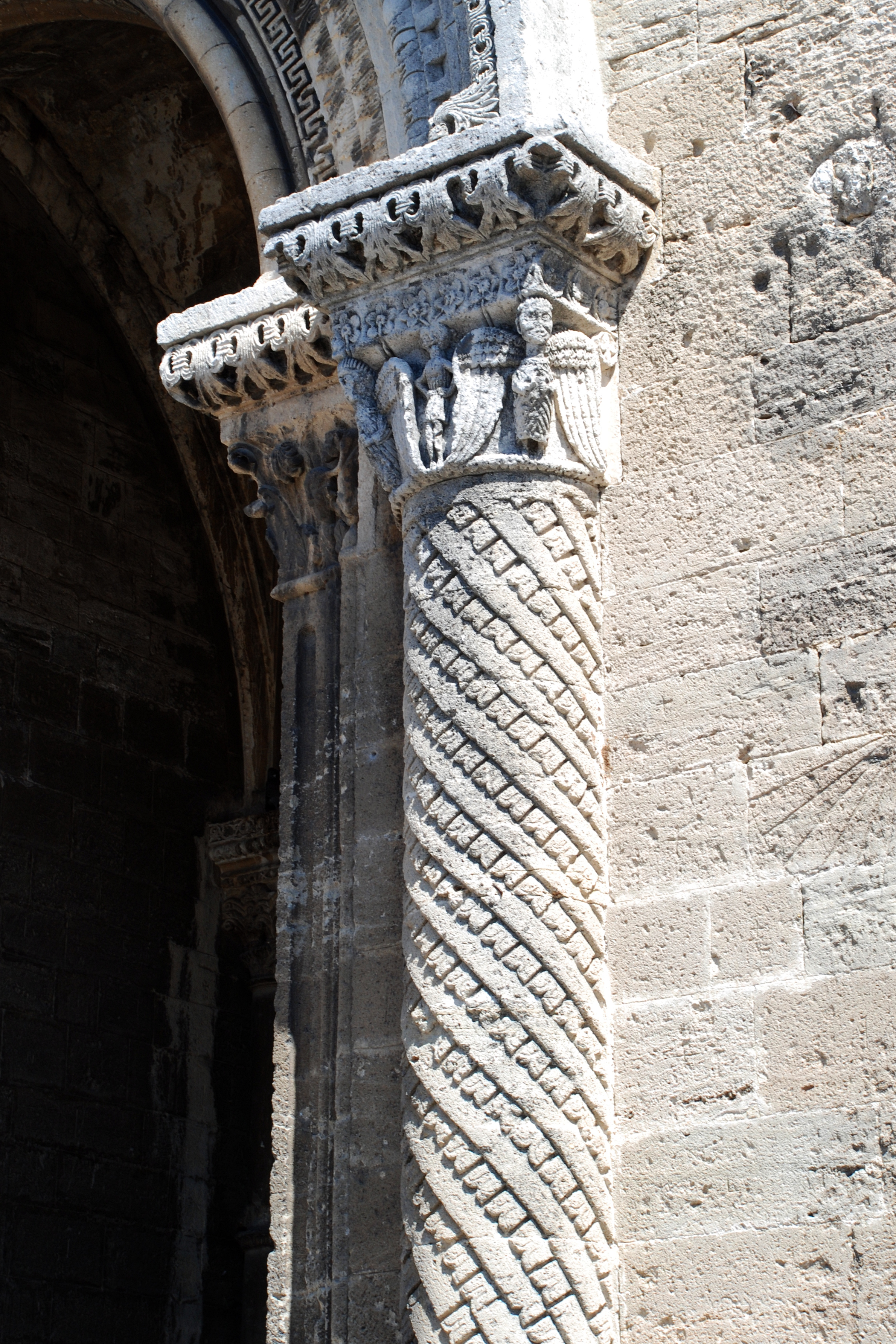
Colonne droite.

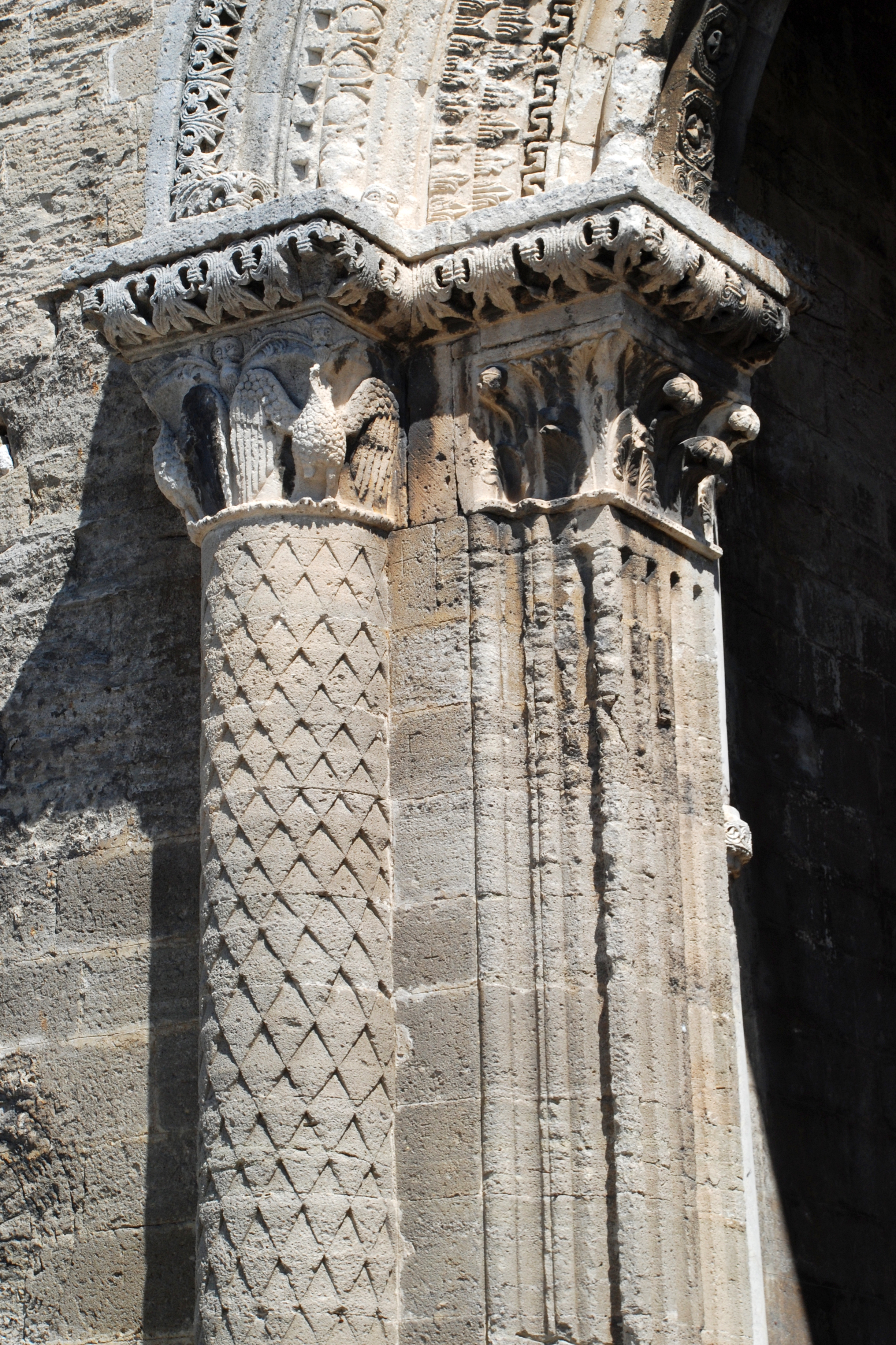
Colonne gauche.

### Le porche méridional
Le porche méridional évoque un arc de triomphe par sa monumentalité et présente une superbe décoration inspirée de l'antique combinant pilastres cannelés, colonnes engagées, chapiteaux à palmettes, frises de palmettes, frise de grecques et frise d'oves.
Ce porche est constitué d'un avant-corps délimité latéralement par deux hauts pilastres cannelés surmontés de chapiteaux très érodés à la décoration désormais illisible. Sur ces chapiteaux prend appui une belle corniche moulurée supportée par des modillons géométriques.
Le porche est percé d'un puissant portail dont les piédroits cannelés sont flanqués de colonnes engagées dont les fûts sont ornés d'un décor sculpté de losanges (à gauche) et de tresses (à droite).
Les chapiteaux des piédroits sont ornés de motifs végétaux tels des palmettes, desquels surgit un visage humain.
Le chapiteau de la colonne de droite représente des anges aux ailes déployées encadrant un personnage humain surmonté de marguerites tandis que celui de la colonne de gauche figure des aigles aux ailes déployées surmontés de petits visages humains barbus.
L'abaque (ou tailloir) des quatre chapiteaux est orné de végétaux à feuilles sagittées, tressés de façon à former une frise régulière.
Ces chapiteaux supportent un arc en plein cintre dont les multiples voussures sont ornées, de l'intérieur vers l'extérieur, d'un arc torique, d'une frise de grecques, d'une double frise de feuilles d'acanthe, d'une frise d'oves et d'une frise végétale semblable à celle qui orne le tailloir des chapiteaux.
L'intrados de l'arc est orné de rosaces et autres motifs sculptés.
La maçonnerie porte par endroits des marques de tâcheron.

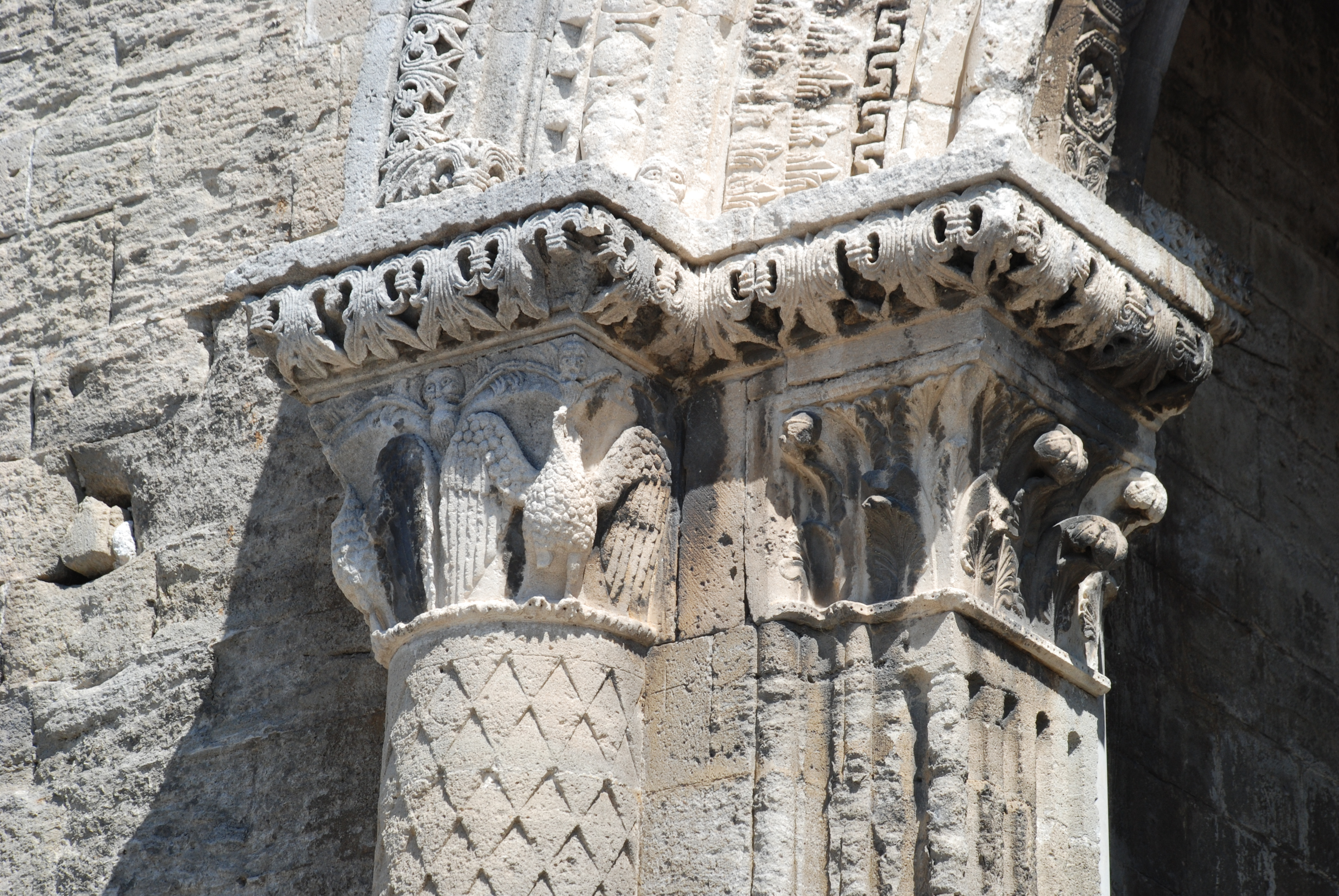
Chapiteau gauche : aigles aux ailes déployées surmontés de visages humains.
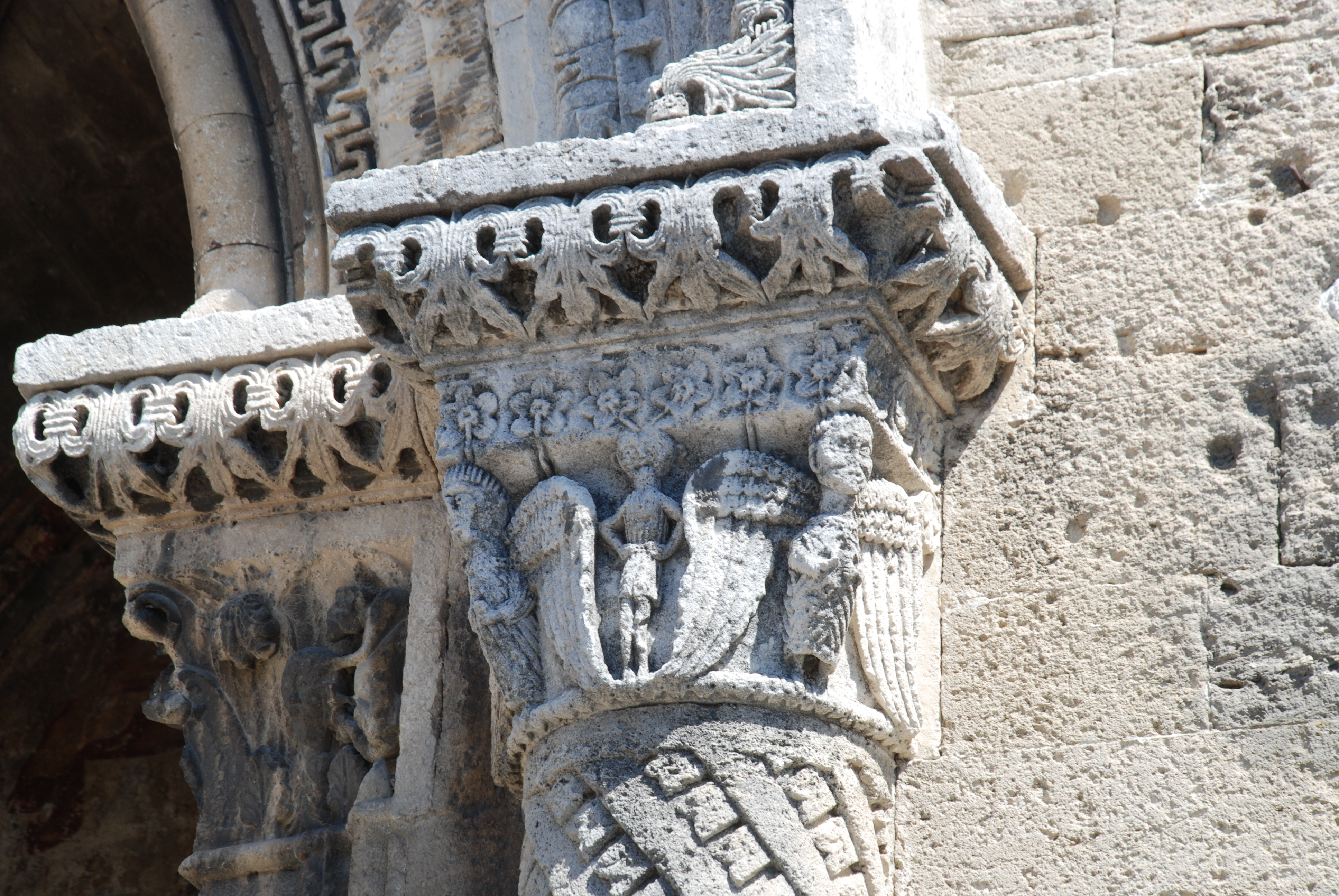
Chapiteau droit : anges aux ailes déployées encadrant un personnage humain.

Située en face du porche de la façade méridionale, la croix monumentale en fer forgé a été érigée le 4 septembre 1743. Elle fut mise à terre à la Révolution et remise en place peu après.

### Le portail occidental
Le portail occidental, plus modeste, présente lui aussi une décoration à l'antique comportant pilastres cannelés, colonnes engagées et fronton triangulaire.
Il est délimité latéralement par deux hautes colonnes engagées supportant un fronton triangulaire dont les côtés supérieurs sont soulignés d'une double rangée de modillons.
Ces colonnes présentent des cannelures variées (en zigzag, torsadées ou en losanges) et sont surmontées de chapiteaux ornés de motifs végétaux, à gauche, et d'aigles aux ailes déployées, à droite (motif déjà rencontré sur le portail méridional).
Entre ces colonnes, des pilastre cannelés (probables remplois) encadrent le portail proprement dit, constitué de deux colonnes latérales et d'une colonne centrale supportant un linteau et un tympan maçonné orné d'une main bénissante.

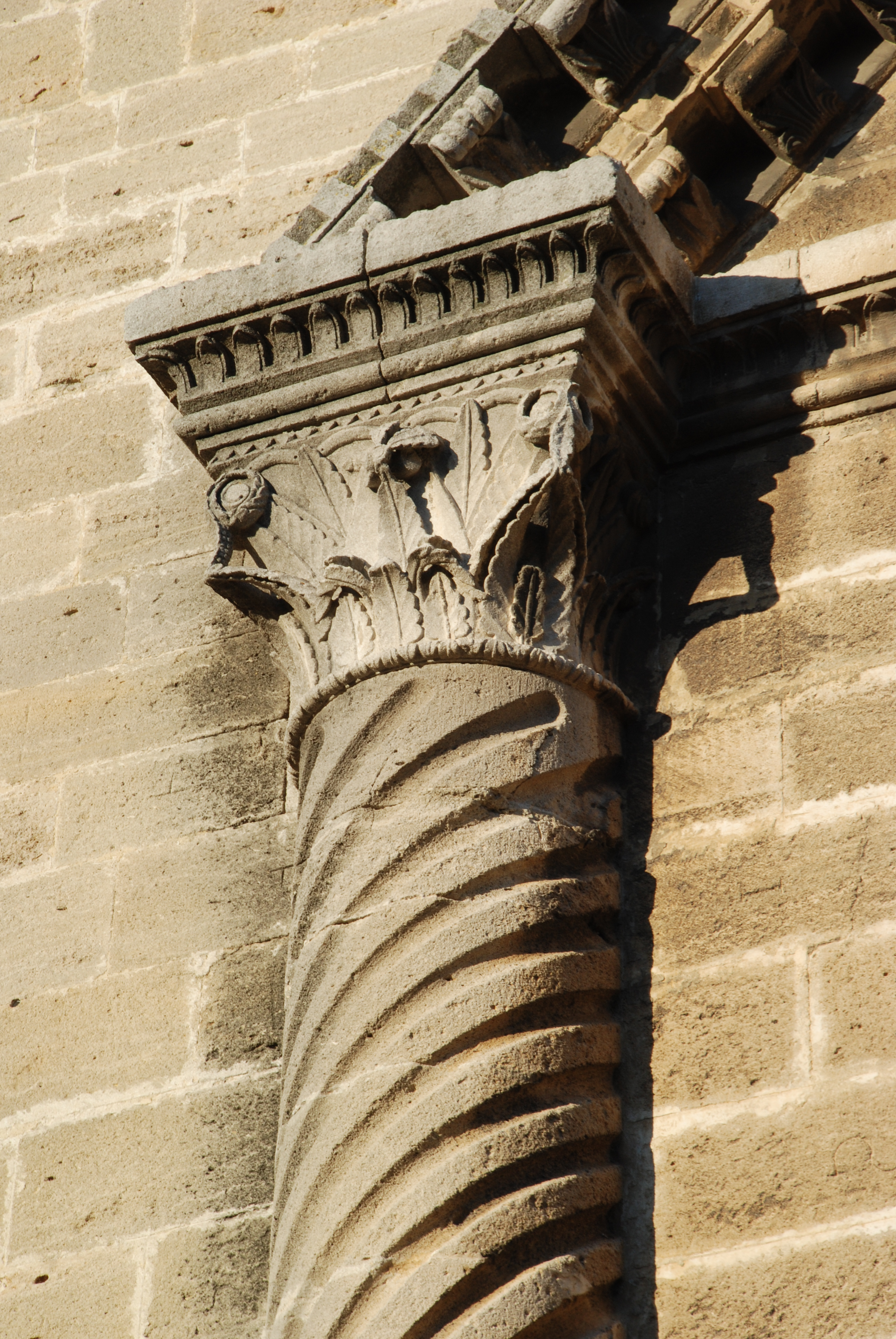
Chapiteau gauche du portail occidental.
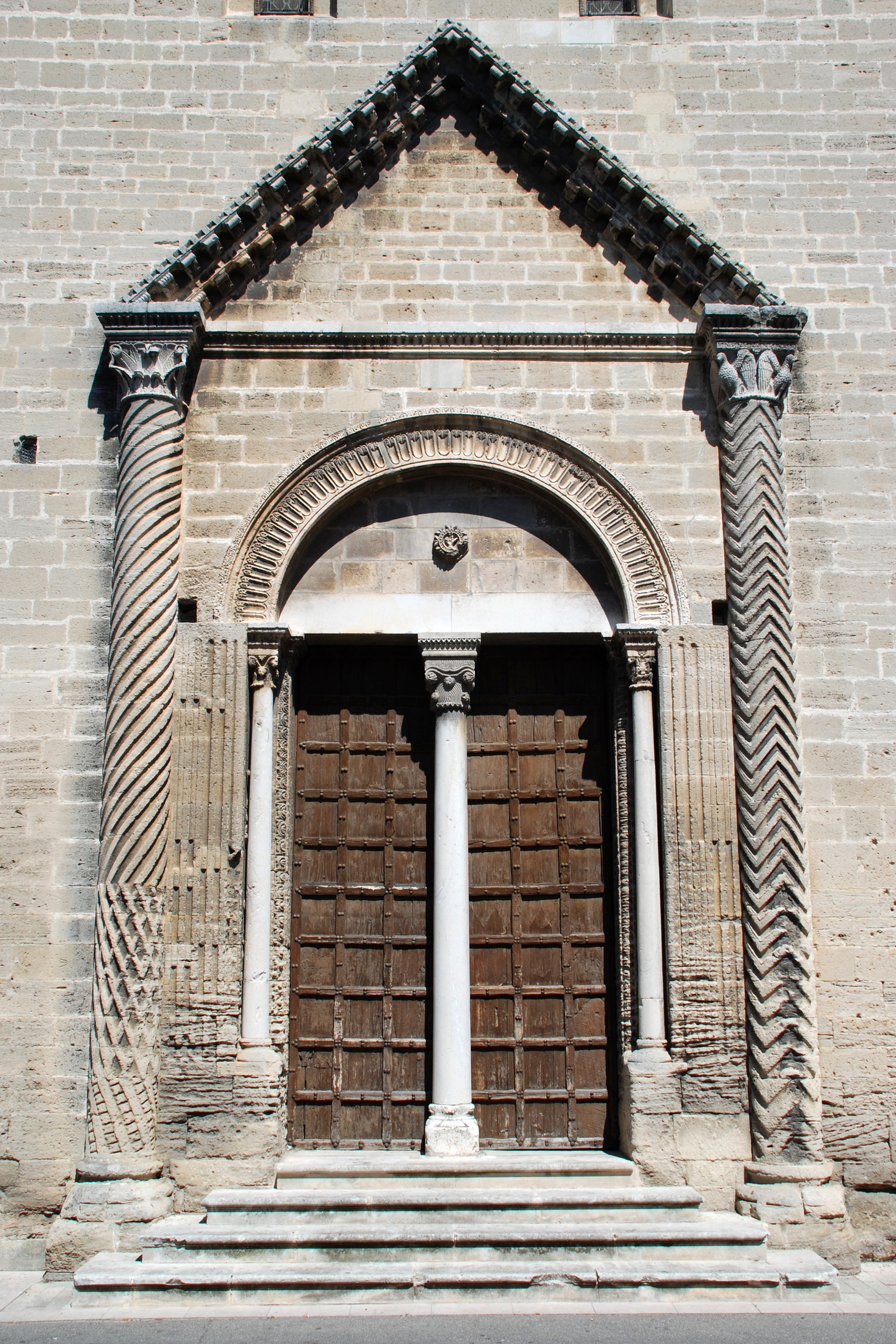
Le portail occidental.
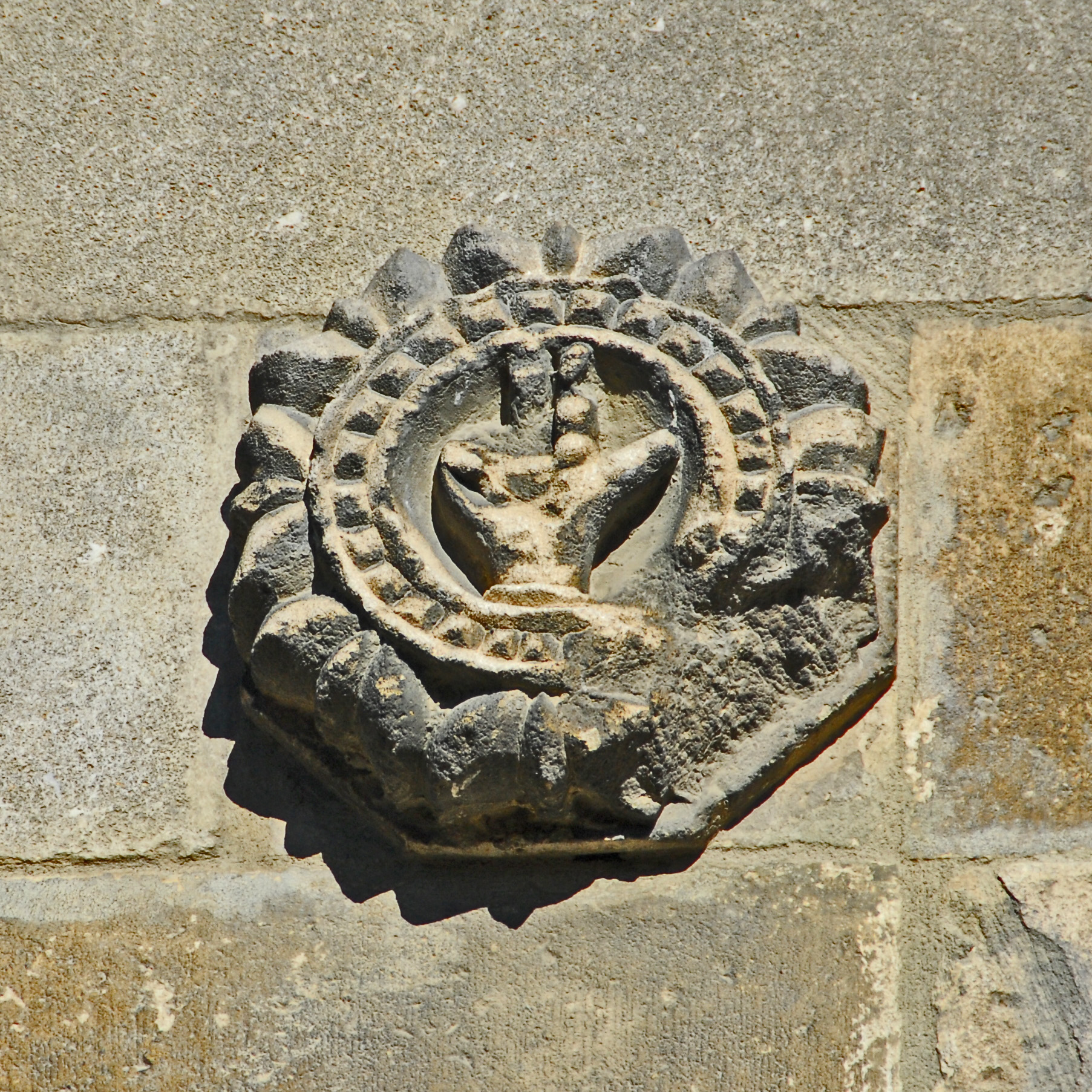
Main bénissante du tympan du portail occidental.
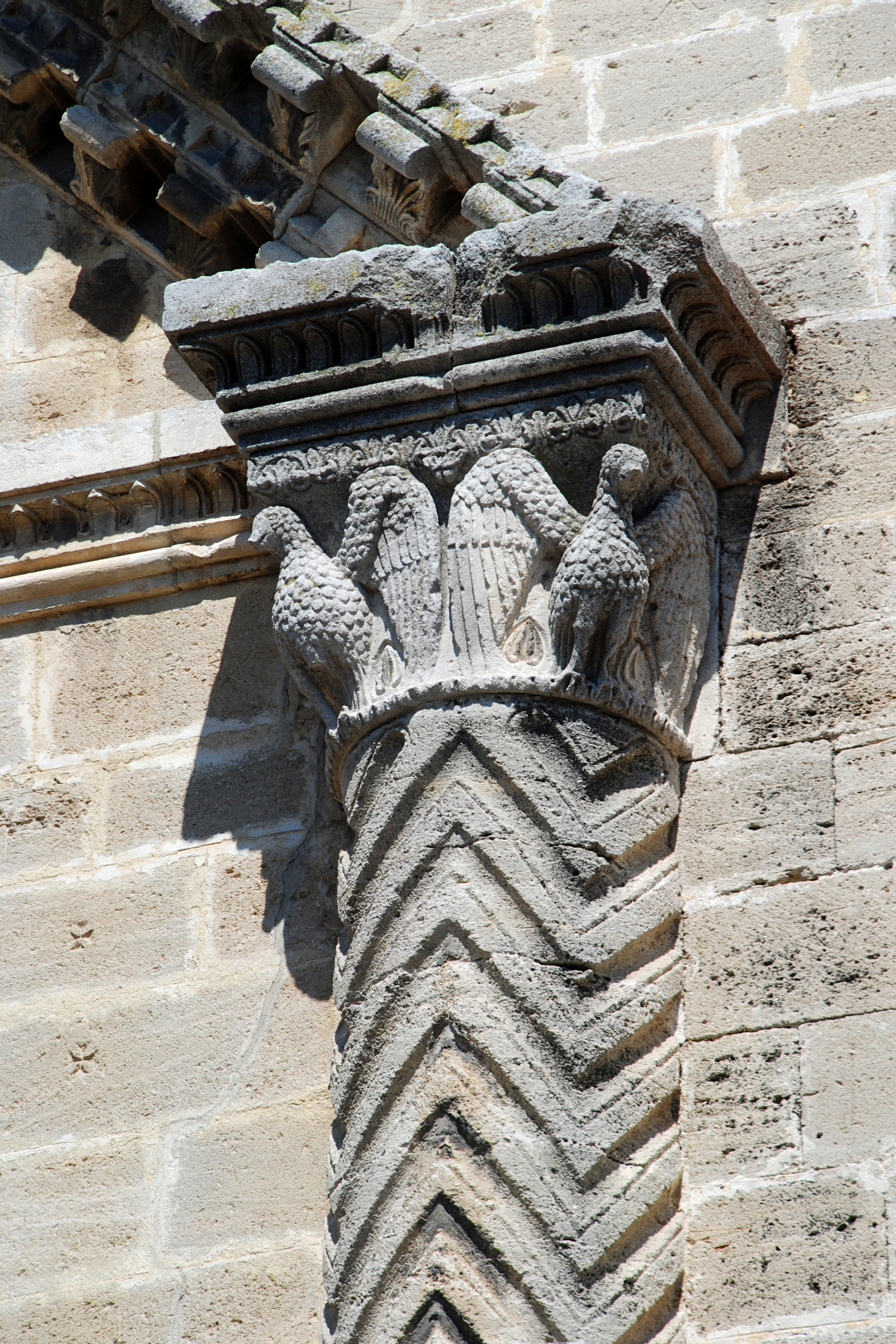
Chapiteau droit du portail occidental.

### Le chevet
Le chevet heptagonal, percé de quelques trous de boulin, est rythmé par de remarquables pilastres cannelés inspirés de l'antique, surmontés de chapiteaux à feuilles d'acanthe enroulées.
La partie supérieure du chevet est ornée d'arcades cintrées à triple voussure qui retombent alternativement sur les chapiteaux des pilastres et sur des modillons à décor anthropomorphe ou géométrique.
La corniche moulurée, supportée par de petits modillons alternant avec une frise de billettes, supporte un toit dont les nervures de pierre convergent vers un couronnement circulaire orné de trois têtes d'homme dont l'une est détruite.

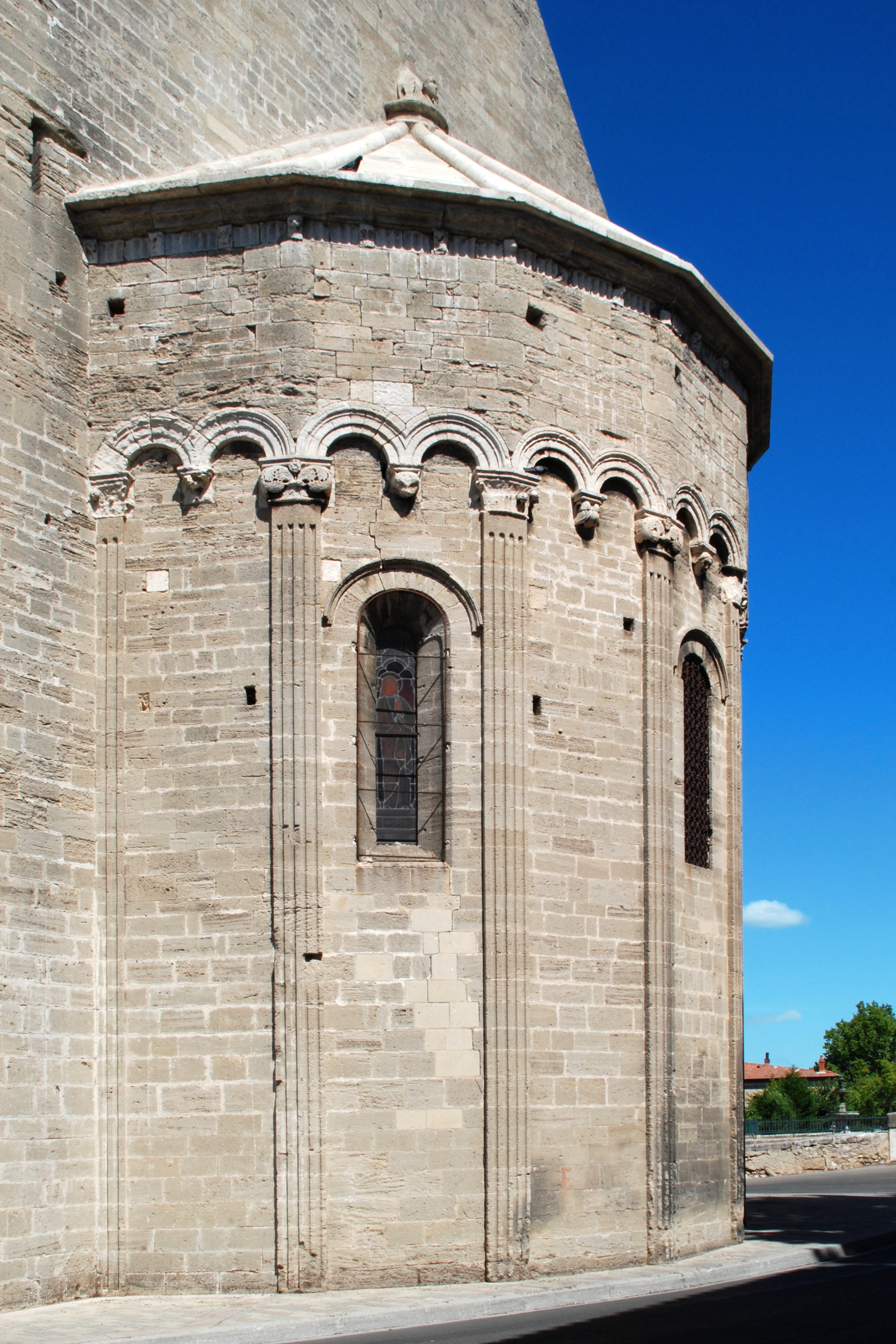
L'abside.
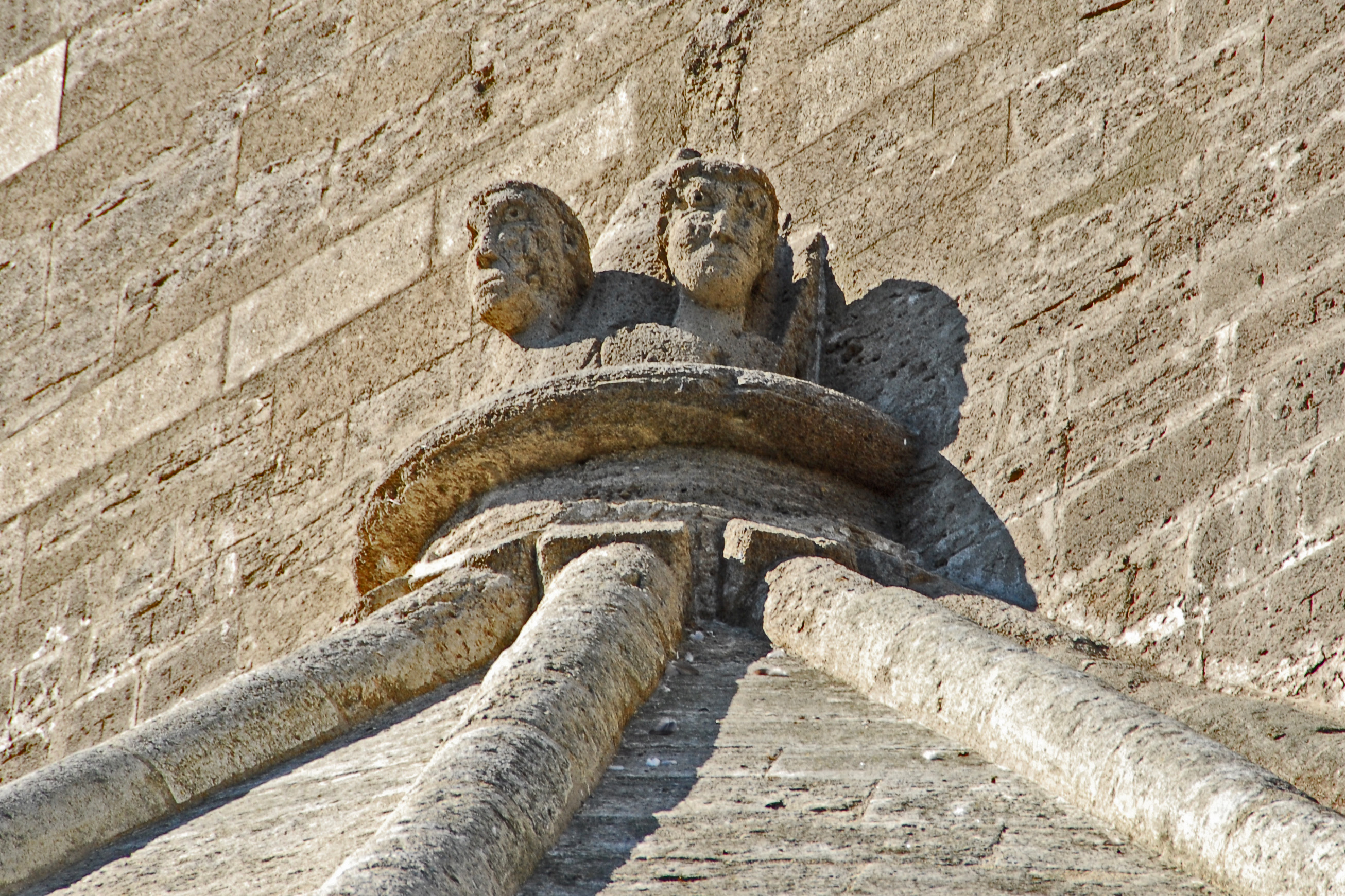
Couronnement du toit à nervures de pierre de l'abside, orné de têtes d'hommes.
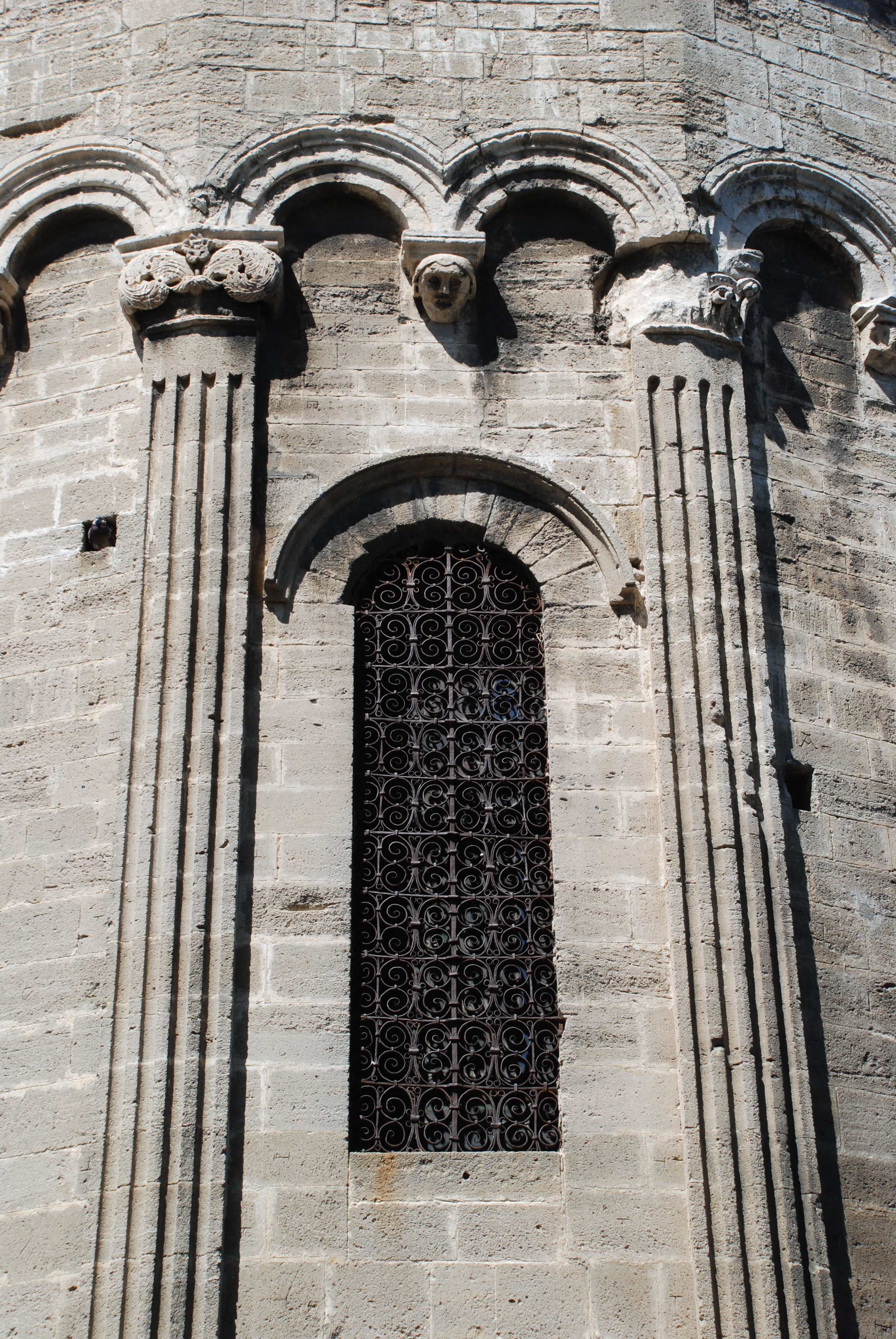
Pilastres cannelés du chevet.

### La croisée et le clocher

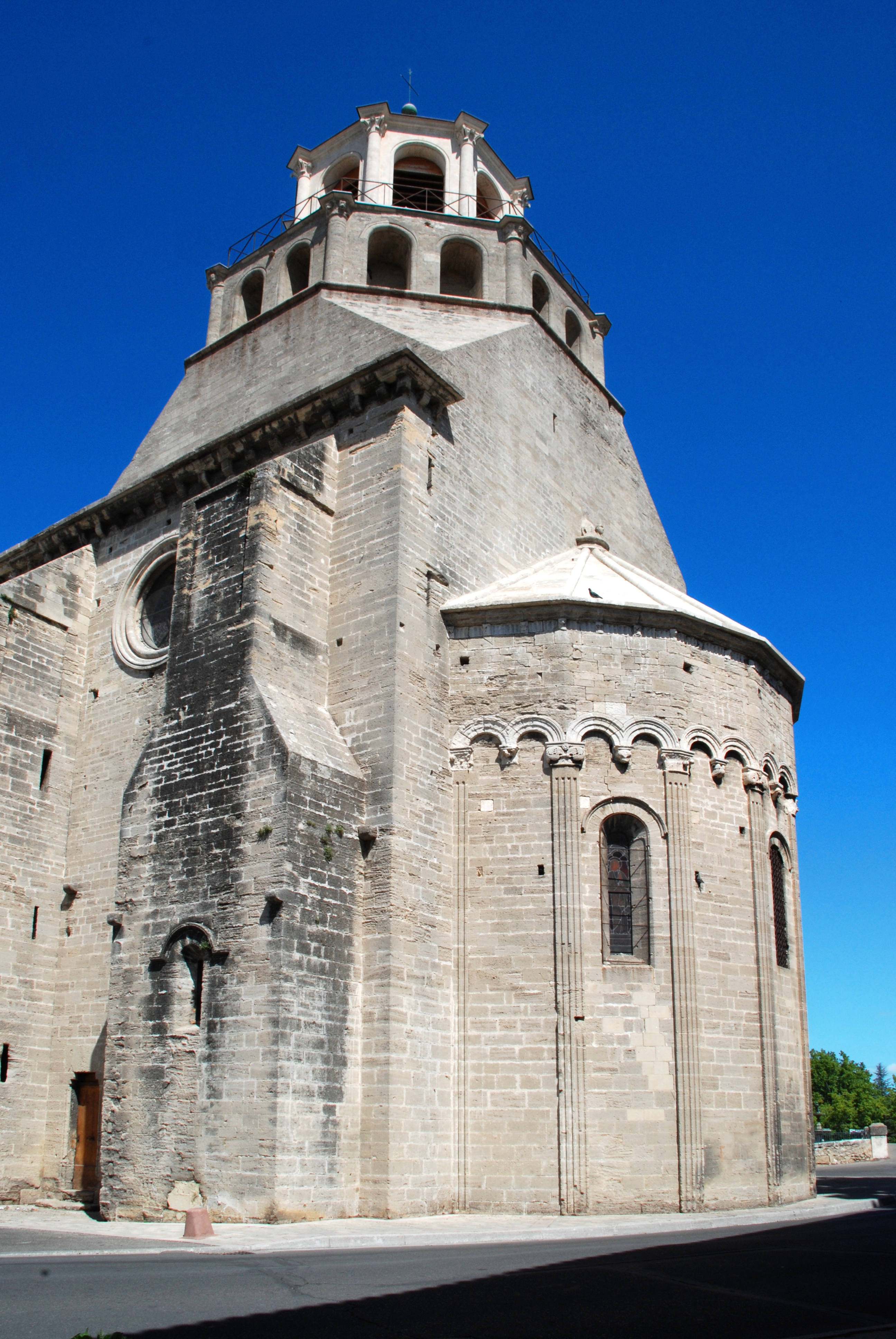
La croisée, le clocher et l'abside.

La croisée, de section carrée, présente quatre pans coupés qui assurent la transition avec le clocher octogonal.
Ce dernier présente deux registres très différents.
Le premier registre est d'époque romane. Les angles de l'octogone sont marqués par des colonnes surmontées de beaux chapiteaux ornés de visages humains ou de têtes d'animaux. Chacun des pans de ce registre est percé de deux baies aveugles très profondes.
Le deuxième registre, nettement plus petit, est clairement de style néo-roman. Comme il a été mentionné dans la section consacrée à l'historique de l'édifice, le clocher fut achevé plusieurs siècles après le reste du bâtiment à la suite de problèmes de financement lors de la construction.
Ce deuxième registre comporte un octogone percé sur chaque pan d'une baie ajourée pourvue d'abat-sons. Ici aussi, les angles sont marqués par des colonnes, surmontées cette fois de chapiteaux aux motifs végétaux. Le clocher se termine par une forte corniche mouluré et un petit toit couvert d'ardoises.
On notera que la façade opposée (façade occidentale) est surmontée d'un petit clocheton à une seule baie campanaire.

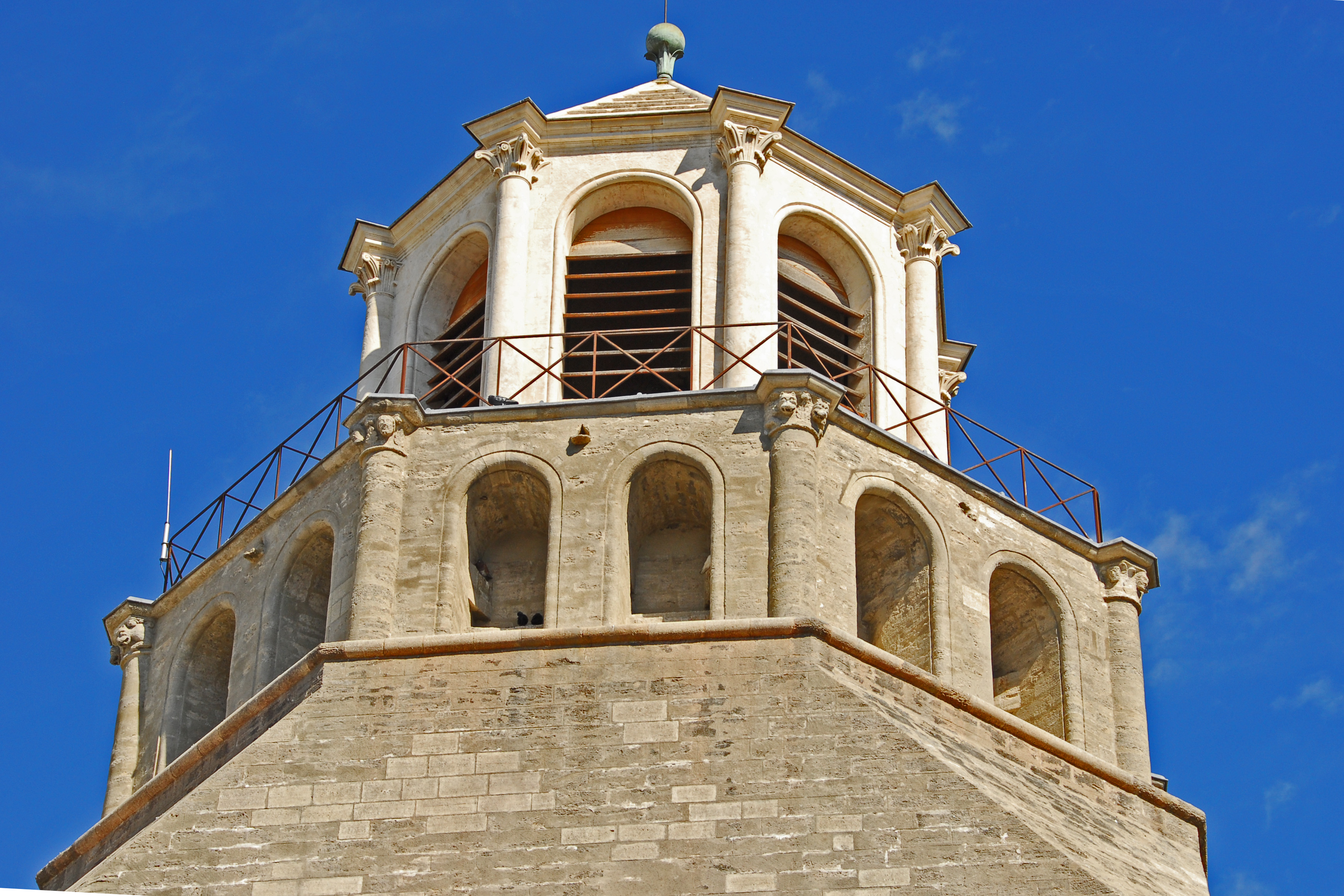
Le clocher.

## Architecture intérieure

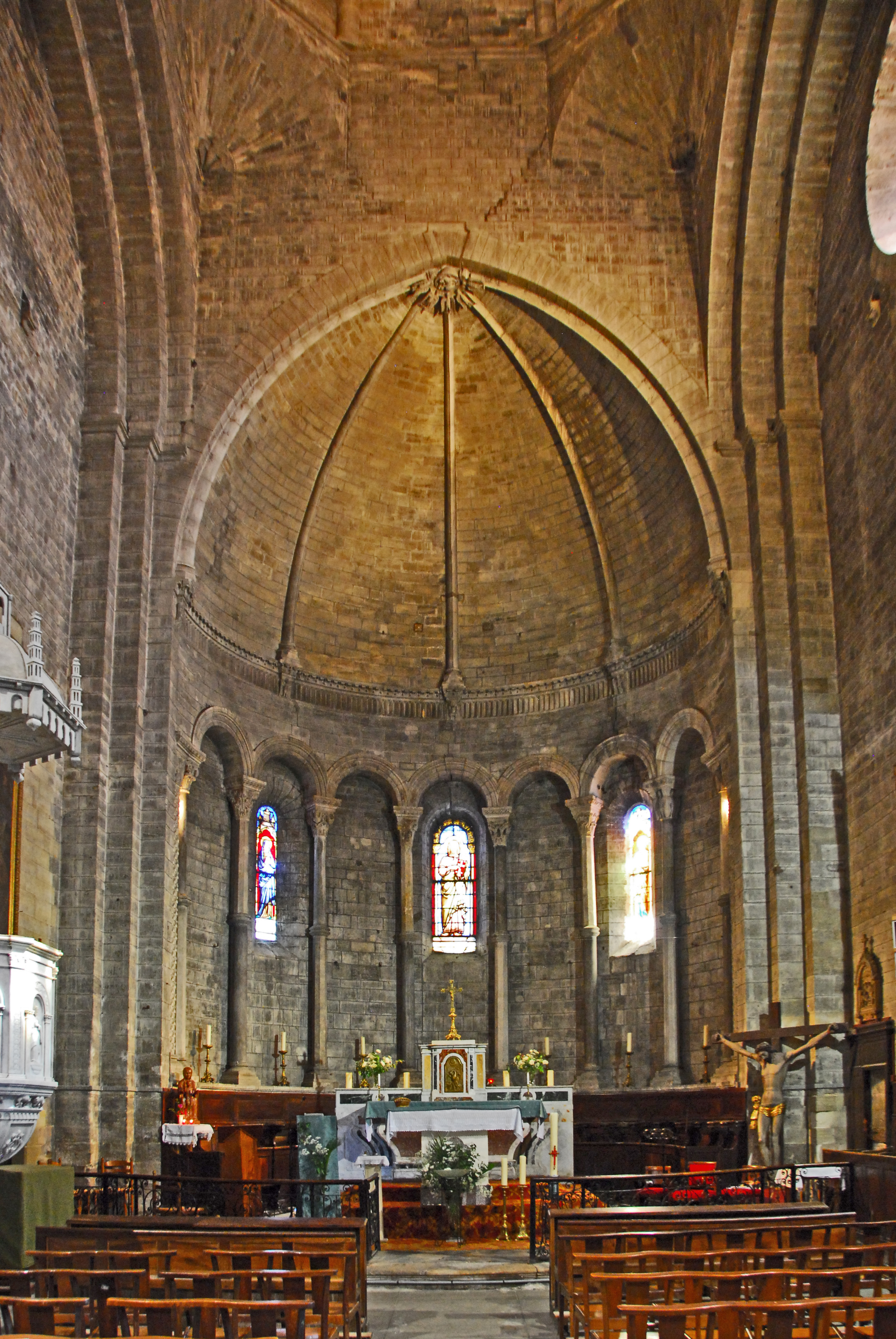
Le chœur.

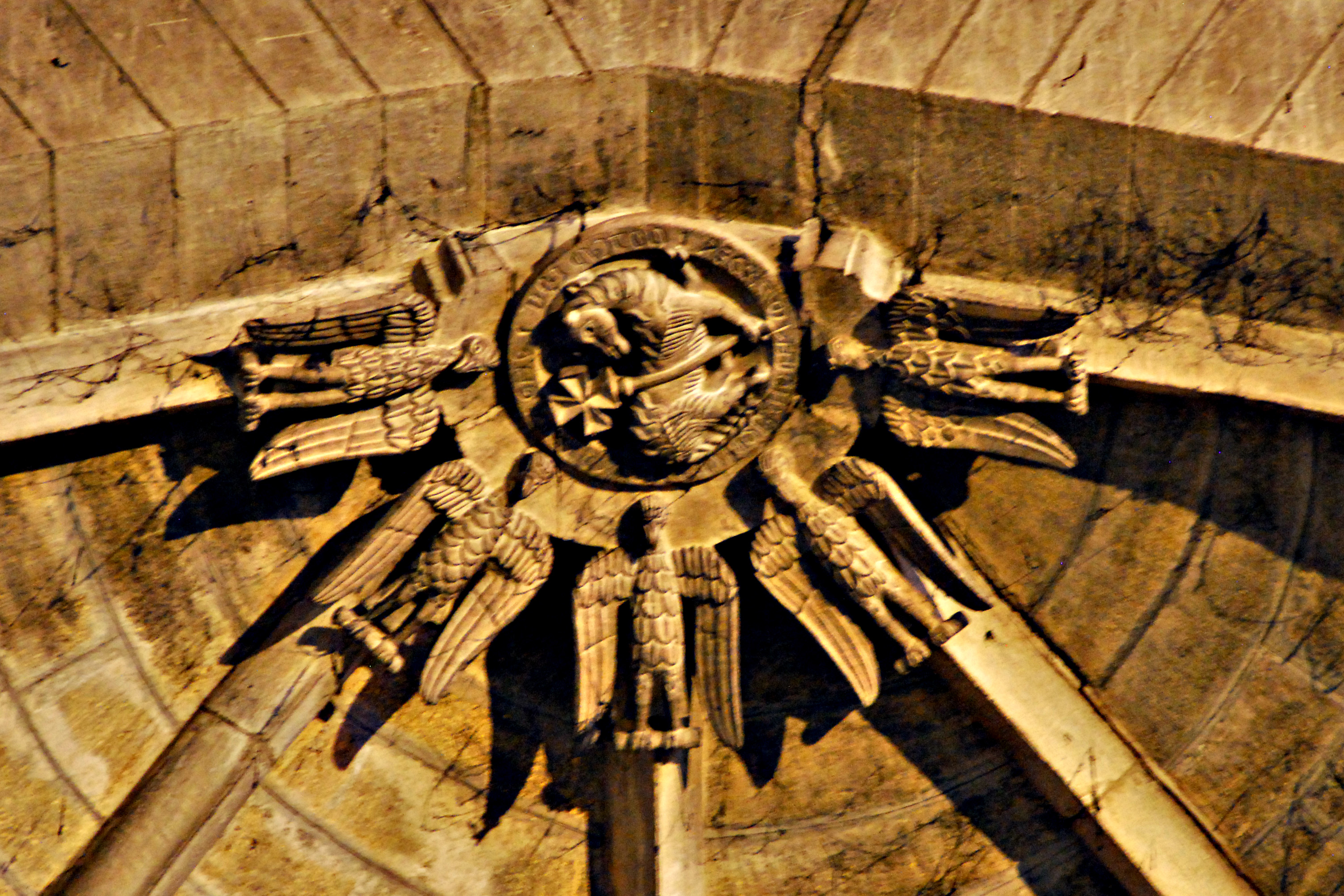
La clé de voûte.

L’intérieur est monumental avec ses 16 mètres de voûte. Il mesure 35 mètres de long sur 10 mètres de large. Ces dimensions surprennent compte tenu qu'il s'agit d'une simple église de village.

### Le chœur
L'église possède un chœur élégant rythmé par huit colonnes dont les fûts présentent la particularité d'être de section hexagonale sur la moitié de leur hauteur et de section cylindrique sur l'autre moitié, la section hexagonale étant alternativement en haut puis en bas.
Ces colonnes sont surmontées de chapiteaux sculptés qui supportent des arcades arc en plein cintre.
Délimitée par un arc triomphal en forme d'arc légèrement brisé, la voûte du chœur est segmentée par de belles nervures de pierre qui prennent appui sur une frise de dents d'engrenage pour s'envoler vers une exceptionnelle clé de voûte figurant l'agneau pascal entouré de cinq aigles.

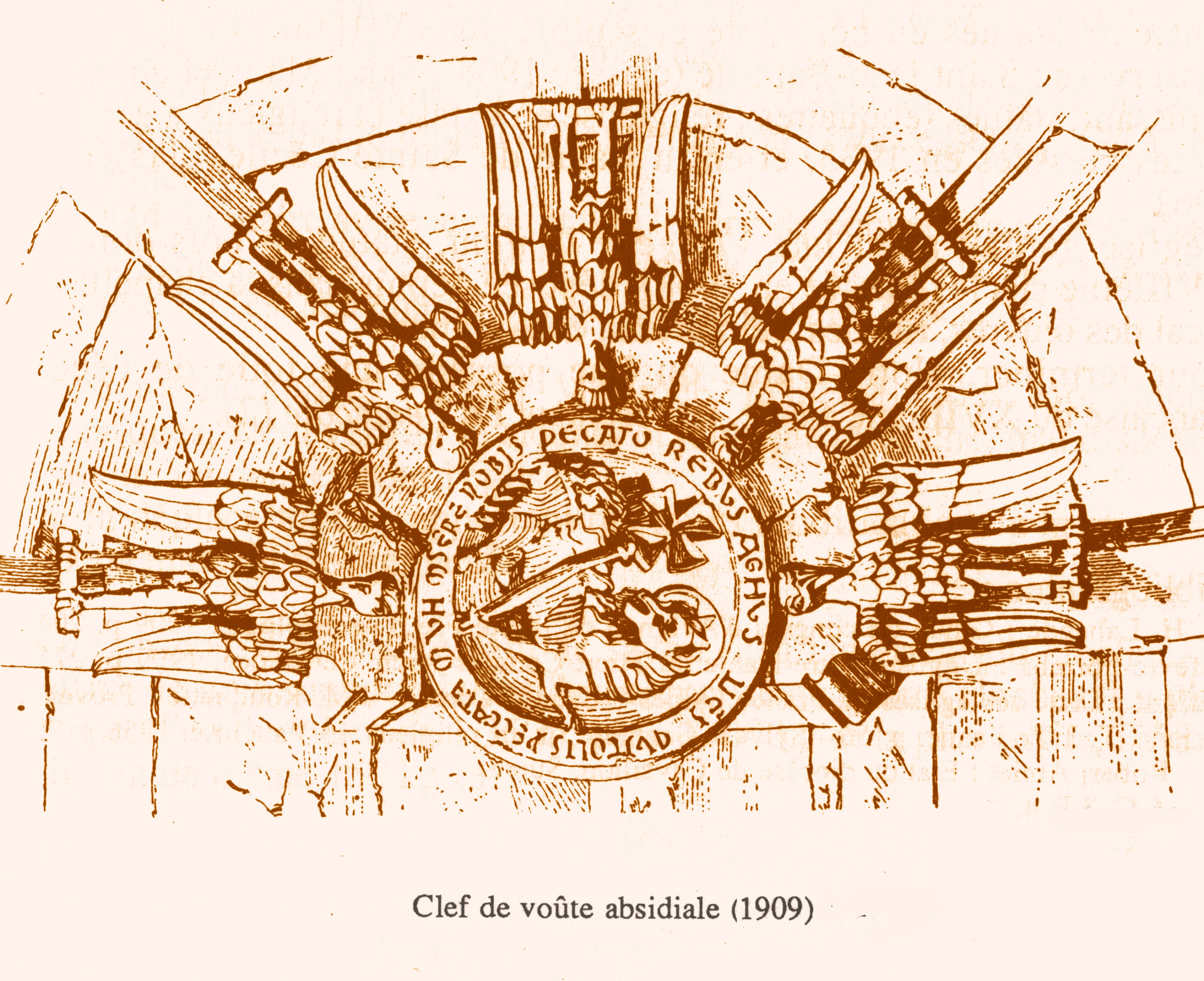
Clef de voute de l'abside de l'église Notre-Dame-du-Lac, relevé de 1909

### La croisée et sa coupole

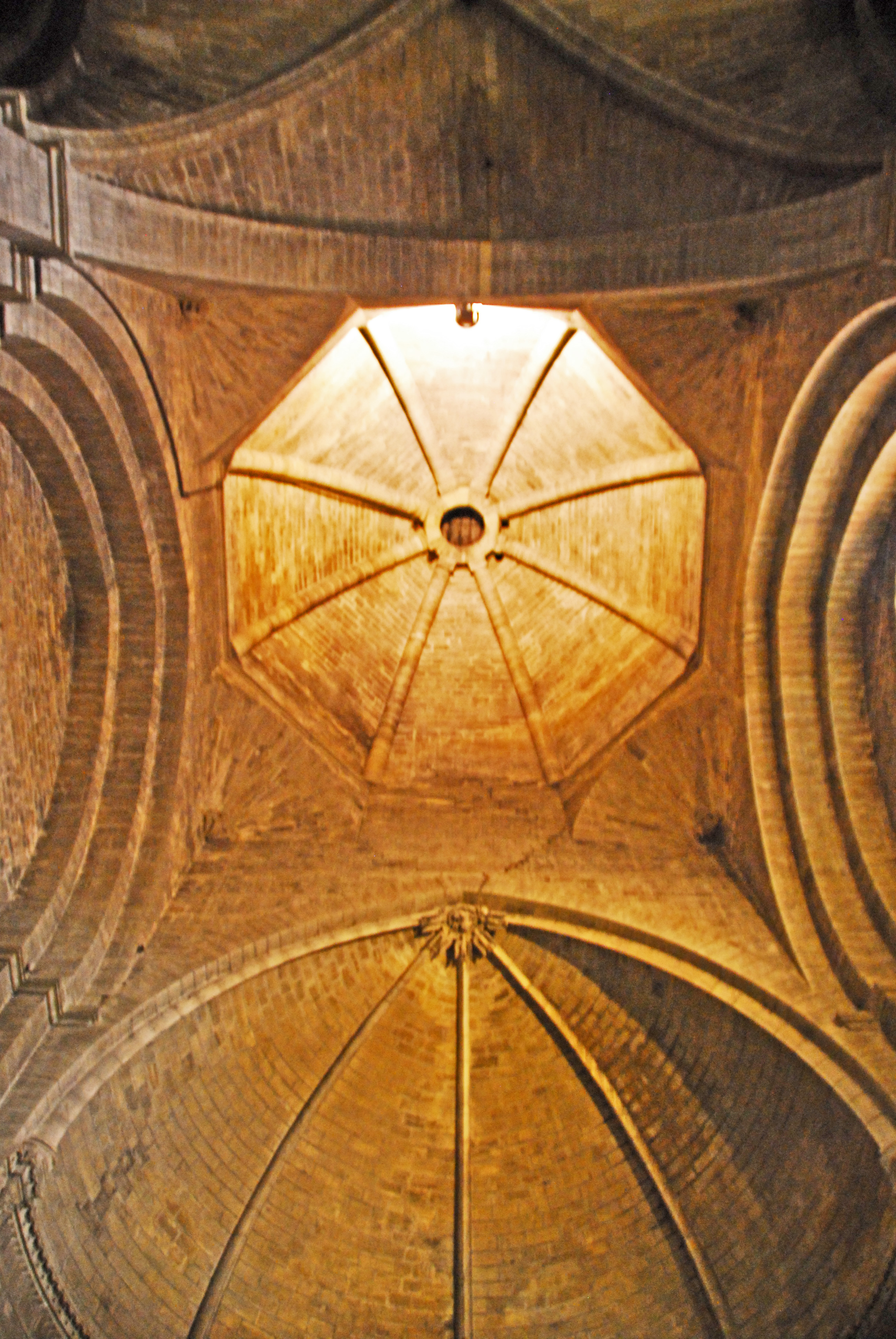
La coupole.

Bien que ne possédant pas de véritable transept, l'église possède une croisée couverte d'une belle coupole sur quatre trompes illustrées des symboles des évangélistes, rare tétramorphe de cette qualité.
Supportée par les puissants arcs de décharge latéraux d'où s'élancent les trompes, cette coupole est ornée de huit nervures de pierre convergeant vers un oculus.
La croisée est éclairée par un grand oculus percé dans sa paroi méridionale.

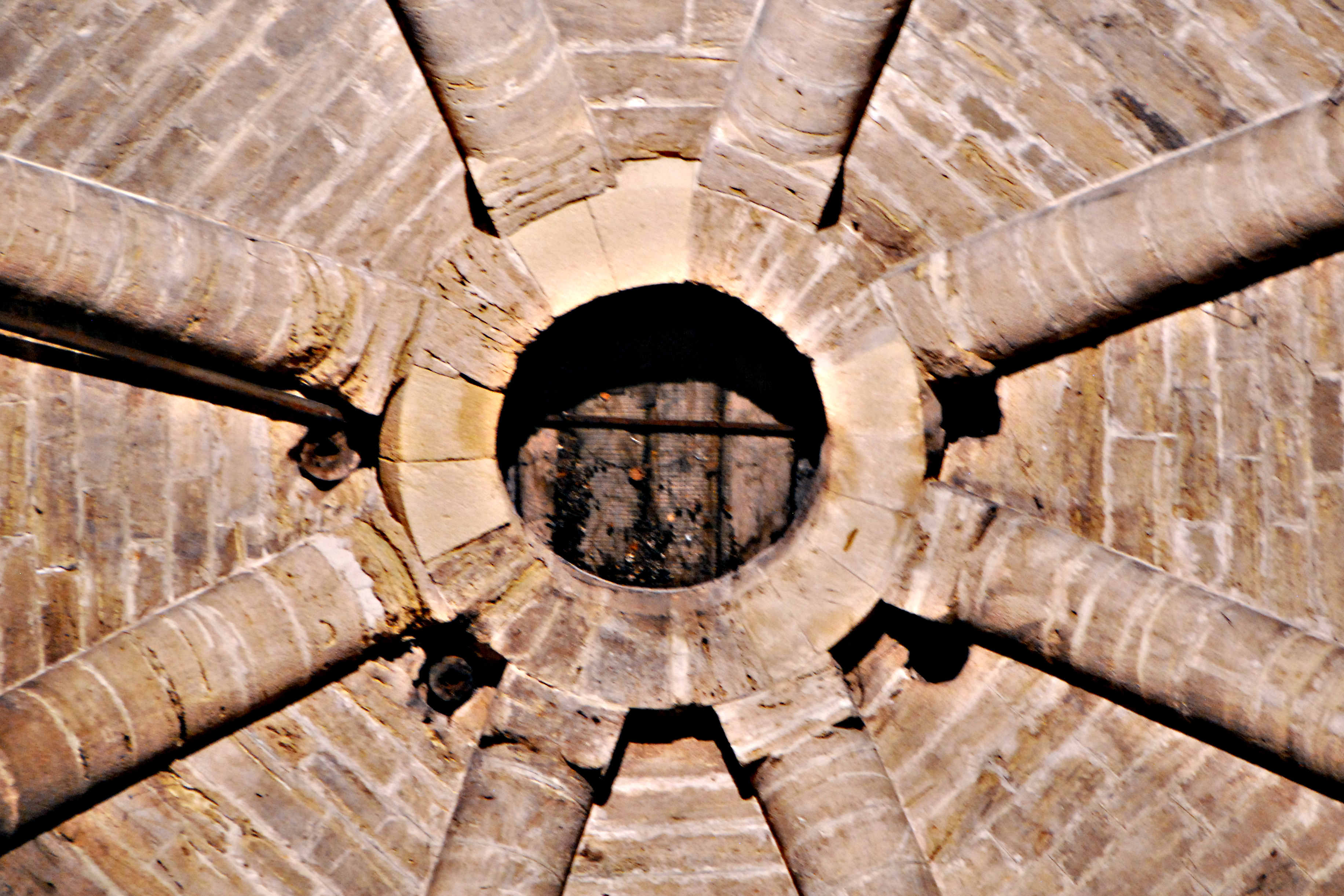
L'oculus de la coupole de la croisée.

### La nef

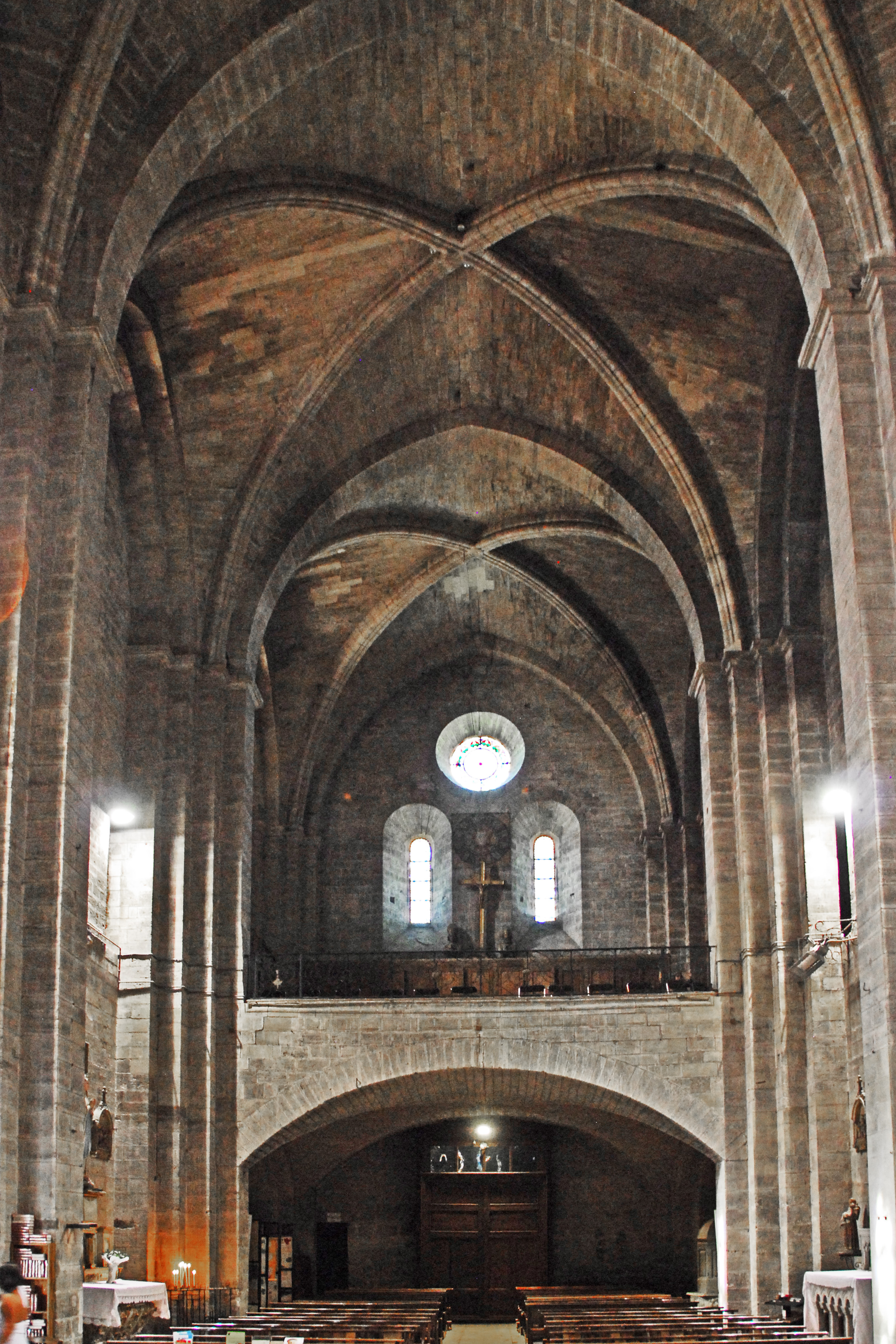
La nef.

Bien que de construction romane, la nef de l'église Notre-Dame-du-Lac est néanmoins pourvue de voûtes ogivales, ornées des premières croisées d'ogives de la région.
Les parois latérales de la nef sont rythmées par de grands arcs de décharge en plein cintre prenant appui sur de puissants piliers d'où s'élancent également les croisées d'ogives et les arcs-doubleaux de style ogival.
À l'ouest, une vaste tribune forme un étage. Il était prolongé par des balcons en bois de part et d'autre. Seuls des hommes y prenaient place. Ils furent démonté en 1950 à la demande de l'abbé.
Le mur méridional est percé de plusieurs baies tandis que le mur septentrional est aveugle.

## Valorisation du patrimoine
En juillet 2018, l'association « Les amis de Notre Dame du Lac » est créée afin de promouvoir ce patrimoine architectural,.
Le 14 septembre 2019, un spectacle son et lumière intitulé « Mystère sous les voûtes de Notre-Dame » est diffusé sur le versant Nord de l'église,.